# Arcania – Fall of Setarrif
Arcania – Fall of Setarrif (Eigenschreibweise ArcaniA Fall of Setarrif) ist ein lineares Action-Rollenspiel des ehemaligen deutschen Entwicklerstudios Spellbound Entertainment. Das Standalone-Addon zu Arcania wurde ursprünglich vom österreichischen Publisher JoWooD in Auftrag gegeben, aber nach Verzögerungen und der Insolvenz von JoWooD erst am 25. Oktober 2011 durch Nordic Games für PC veröffentlicht. Später folgten Konsolenumsetzungen für PlayStation 3 und 4 sowie Xbox 360.

## Handlung
Arcania – Fall of Setarrif setzt die Handlung des namenlosen Helden aus Arcania fort. Das Spiel erzählt die Geschichte der Küstenstadt Setarrif, welche bereits im Hauptspiel sichtbar, aber nicht begehbar war. Die im Osten der Insel Argaan gelegene Stadt wird von einem Dämon heimgesucht. Zu allem Überfluss ist in den nahen Bergen auch noch ein Vulkan ausgebrochen. Das Spiel startet vor der Stadtmauer Thorniaras, wo das Hauptspiel endete. Thorniara selbst ist im Addon nicht betretbar und so muss der Held aufbrechen, um Setarrif vor der Bedrohung zu retten. Zwischendurch können alte Bekannte aus den Vorgängern gespielt werden. Mit Gorn und Lester schlüpft der Spieler in die Rolle zweier Charaktere, die bereits seit dem ersten Gothic-Teil bekannt sind. Im Verlauf des Spiels müssen erst vier Schlüsselsteine und anschließend ein paar Artefakte gesammelt werden. Gegen Ende geht es in den Vulkan, wo König Ethorn VI. gefangen gehalten wird. Schließlich gilt es, den Dämon zu bezwingen, woraufhin das Spiel endet.
Während JoWooD das Spiel ursprünglich mit einer Spieldauer von zehn Stunden bewarb, gab Nordic Games die Spielzeit später mit vier bis acht Stunden an. Die Tester von GameStar brauchten allerdings laut eigenen Angaben nur dreieinhalb Stunden und ComputerBase spricht von einer Spielzeit von vier bis fünf Stunden.

## Spielmechanik
Das Spiel funktioniert unabhängig vom Hauptspiel, doch dem Spieler wird zu Beginn die Option gegeben, den Charakter aus Arcania zu importieren, um ihn in Fall of Setarrif weiterzuspielen. Importiert man kein Savegame aus dem Hauptspiel, so hat man die Wahl zwischen drei Charakterklassen. Als Kämpfer hat man von Beginn an alle Nahkampffertigkeiten gelernt, der Schütze beherrscht alle Fernkampftalente und Magier haben von Beginn an die drei Zauber gemeistert. Die weitere Skillung nach Stufenaufstieg beschränkt sich somit auf die jeweils anderen beiden Fähigkeitenbäume. Zentrales Spielelement des Addons sind die Kämpfe mit actionreichem Gameplay. Das Blocken von gegnerischen Angriffen steht dabei ebenso wie Ausweichrollen zur Verfügung. Dabei bietet Fall of Setarrif im Vergleich zum Hauptspiel neu Rüstungen und Waffen an. Diese trägt man gegen verschiedene Gegnertypen wie Minecrawler, Trolle, Untote, Zombie-Ritter, Feuerwarane und Dämonenwölfe ins Feld. Zwischendurch gibt es kurze Dialoge mit mehr oder weniger lustigen Sprüchen. Es gibt ein paar Nebenquests, der Spielablauf ist aber insgesamt sehr linear und die Spielwelt im Gegensatz zu früheren Gothic-Spielen stark begrenzt, sodass kaum Erkundung abseits des vorgegebenen Pfads möglich ist. Große Teile des Spiels finden in Dungeons statt.
Die Spielwelt umfasst Gebiete im Osten und Nordosten der Insel Argaan, welche im Hauptspiel nicht zugänglich waren. So auch die namensgebende Küstenstadt Setarrif, welche in Arcania nur von außen zu sehen war. Setarrif, das von den Truppen des Königs von Myrtana Rhobars III. unter der Führung von General Lee belagert wurde, war Sitz von Ethorn VI, welcher nach einer Rebellion die Herrschaft über die südlichen Inseln beanspruchte.

## Entwicklung
Den Aussagen eines JoWooD-Mitarbeiters nach, arbeitete Spellbound seit März 2010 an Arcania – Fall of Setarrif.
Einen Tag nach Erscheinen des Hauptspiels Arcania – Gothic 4 gab Franz Rossler, CEO von JoWooD, am 13. Oktober 2010 in einem Interview mit dem österreichischen Online-Börsenmagazins Börse Express bekannt, dass man im darauffolgenden Jahr einige Addons für Arcania veröffentlichen wolle.
Im Dezember 2010 kündigte Publisher JoWooD Arcania – Fall of Setarrif als das erste Addon für das Action-Rollenspiel an.
Trotz der Insolvenz von JoWooD im Januar 2011 hielt man am Erscheinen des Addons fest. Im Februar nannte JoWooD dann den 25. März 2011 als Erscheinungstermin für die PC-Version. Wegen rechtlicher Bedenken wurde der Release-Termin zwei Tage vor dem geplanten Erscheinen auf unbestimmte Zeit verschoben.

„Es ist unklar, ob das Spiel aufgrund vertraglicher Vereinbarungen in der aktuellen Form auf den Markt gebracht werden darf.“

Im Mai 2011 gab Spellbound-Chef Andreas Speer in einem Interview an, dass das Spiel bereits seit Mitte 2010 fertig und lediglich die Insolvenz von JoWooD dazwischengekommen sei.
Am 9. August 2011 veröffentlichte das deutsche Computerspielemagazin PC Games einen Bericht, wonach Fall of Setarrif bereits seit Monaten verkaufsfertig sei. Fotos zeigten Paletten, die laut Aufklebern das Spiel enthielten und bereits seit Ende 2010 auf Lager gelegen haben sollen. Grund für die Verzögerung sei ein Rechtsstreit zwischen dem insolventen Publisher JoWooD und dem Investmentfonds BVT, welcher das Hauptspiel Arcania finanziert hatte.
Laut Aussage eines JoWooD-Mitarbeiters in einem Fan-Forum zur Gothic-Serie sei BVT allerdings nicht an der Finanzierung des Addons beteiligt gewesen.
Das Onlinemagazin 4Players berichtete in verschiedenen Updates zur Pressemitteilung JoWooDs vom März, dass auf diversen Seiten über die Hintergründe der Release-Verschiebung und des Rechtsstreits zwischen JoWooD und BVT diskutiert werde.
Nachdem das Sanierungsverfahren für JoWooD eingestellt wurde und Nordic Games im August 2011 die Markenrechte JoWooDs übernommen hatte, kündige Nordic Games im September den finalen Release von Arcania – Fall of Setarrif für den 25. Oktober an. Das Spiel sei zu diesem Zeitpunkt laut PC Games bereits seit geraumer Zeit fertig gewesen. Am 25. Oktober 2011 erschien der Titel schließlich wie angekündigt für Windows. Im darauffolgenden Jahr musste auch Entwickler Spellbound Entertainment Insolvenz anmelden.
Für die PlayStation 3 erschien Fall of Setarrif erst im Mai 2013, zusammen mit dem Hauptspiel unter dem Titel Arcania – The Complete Tale. Die Umsetzung wurde vom Entwicklerstudio Black Forest Games übernommen, welches von ehemaligen Entwicklern Spellbounds nach der Insolvenz neu gegründet worden war. Am 23. August 2013 folgte eine Umsetzung von Fall of Setarrif für Xbox 360. Arcania – The Complete Tale wurde am 8. Mai 2015 zudem für PlayStation 4 veröffentlicht.
Wie auch schon beim Hauptspiel zeichnete bei Fall of Setarrif das Mainzer Kompositionsstudio Dynamedion für die musikalische Untermalung verantwortlich.

## Rezeption
Arcania – Fall of Setarrif erhielt überwiegend negative Kritiken. Das deutsche Computerspielemagazin GameStar bezeichnete das Spiel bereits im Titel der Online-Ausgabe ihres Tests als „öde Schnetzelei“. Laut Autor Kevin Stich erbe das Addon nicht nur die Schwächen des Hauptspiels, sondern es „potenziere“ diese teilweise sogar noch. Die Spielwelt sei „leer“, Quests Mangelware, die erzählte Geschichte belanglos und die Kämpfe monoton. Der Humor in den Dialogen bewege sich „mittlerweile arg an der Schmerzgrenze des Infantilen“.

„Empfehlen können wir den Titel dennoch keinem. Vor allem nicht Gothic-Fans.“

Das Onlinemagazin 4Players spricht dem Titel immerhin eine gewisse Atmosphäre zu. Im Fazit erklärt der Autor, dass sich Fall of Setarrif runder als das misslungene Arcania spiele, kritisiert aber vor allem die Begrenzungen der Spielwelt, die meist keine Möglichkeit geben, von der Hauptquest abzuweichen.

„Ein Möchtegern-Gothic-Nachklapp, durch den man sich recht lustlos metzelt.“

Das Fachmagazin ComputerBase merkte den technisch einwandfreien Zustand des Spiels an. Die Tester hätten keine gravierenden Bugs festgestellt, doch die visuellen Möglichkeiten des technischen Grundgerüsts seien nur vereinzelt ausgespielt worden. Kritisiert wurden die „lieblos hingeklatschten Dungeons“ sowie die grundsätzliche Konzeption, welche mit der Open World der Vorgänger absolut nichts mehr zu tun habe.

„Das letzte Addon für Gothic 4 ist lahm“

Im Technik-Check der PC Games Hardware werden die zahlreichen Rendertechniken der Spiel-Engine und die gelungene dynamische Beleuchtung gelobt. Nachladeruckler seien sehr selten. Während ein messbarer Vorteil durch mehr Prozessorkerne entsteht, setze das Spiel vor allem auf eine starke GPU. Alles in allem biete das Arcania-Addon „in jeder Hinsicht mehr vom Alten“.
Die Webseite GBase.de hielt dem Spiel den im Vergleich zu Vollpreistiteln niedrigen Preis sowie die eigenständige Lauffähigkeit zugute, kritisierte allerdings fehlende Kantenglättungs-Optionen.
Vienna.at bezeichnet Fall of Setarrif als technisch sehr gut gemachtes und stimmiges Produkt, welches zwar sicher kein Rollenspiel, dafür aber ein „grafisch leckeres“ Hack and Slay mit RPG-Elementen sei.
Auch die Hessische Niedersächsische Allgemeine bestätigt, dass Fall of Setarrif die Bezeichnung Rollenspiel im Grunde nicht verdiene.

„Langweilige Erweiterung mit einer genauso leeren Spielwelt wie das letzte Drittel des Hauptspiels. Trotz kurzer Spielzeit das Gegenteil von kurzweilig.“